# Дженгиз Дагджи
Дженгиз Дагджи (на кримскотатарски: Cengiz Dağcı) е кримско-татарски поет и писател на произведения в жанра драма, исторически роман, мемоари и лирика. Пише на турски език, въпреки че никога не е живял в Турция.

## Биография и творчество
Дженгиз Дагджи е роден на 9 март 1920 г. в Гурзуф, Крим, Русия, в семейството на Емир Дагджи и Фатма Ханим. Най-големият от осемте деца в семейството. Отраства в село Кизилташ (сега Краснокаменка) от 1923 г., където завършва основното си образование. След като баща му е арестуван през 1931 г., през 1932 г. самейството се премества в Акмечит. Там завършва гимназия през 1937 г. и постъпва в Историческия факултет на Кримския педагогически институт. Дебютира в литературата като поет, като първите му стихотворения „Зима“ и „Стара жена и козел“ са публикувани в младежкото списание „Младеж“ през 1936 г.
По време на втората година от следването си, на 22 декември 1940 г. е мобилизиран в Червената армия. През втората половина на август 1941 г. на украинския фронт взводът му остава между германската армия и съветската артилерия. Той е ранен, хванат в плен и оцелява на нацистките трудови лагери като служи като охрана за Вермахта.
По-късно се запознава с медицинската сестра Реджина във Варшава и се жени за нея през юни 1945 г. Имат дъщеря – Арзу. През 1946 г. те се преместват, първо в Единбург, а после в Лондон, където живеят до края на живота си.
Животът му в Англия, тъй като едновременно трябва да работи в най-неквалифицираните и тежки работни места, и да пише в свободното си време. През 1949 г. купува двуетажна къща в лонданския квартал Фулъм. На долния етаж на къщата, заедно със съпругата си, отворя ресторант, наречен „Анабел“. През 1974 г. той продава къщата и ресторанта на британския актьор Дали и се премества в градинската си къща в Сауфийлд.
Първата му творба е пиеса в три действия, която пиша на руски език, а после я превежда на турски за издателство „Варлик“ на писателя Яшар Наби Найър, но тя няма успех. През 1956 г. пише дълга статия озаглавена „Arqadaşım Maqsud“ (Моят приятел Максуд), която после преработва в новела, но той не е публикуван.
През 1956 г. от издателство „Варлик“ е издаден първият му роман „Korkunç Yıllar“ (Ужасни години) със съдействието на турския поет Зия Осман Саба. Оттогава публикува редица романи свързани с неговата родина – Крим.
През 1993 г. е награден като писател от Турското дружество на учените и писателите с диплома ILESAM за изключителни услуги в областта на литературата на тюркските народи. На 26 април 2000 г. Фондът за защита на тюркската култура (Истанбул) му връчва почетна грамота.
През 2014 г. по неговия роман „Ужасни години“ е екранизиран турския филм „Kirimli“, който показва човешката трагедия и страданията на кримските татари, които взети като заложници и военнопленници в немските затворнически лагери по време на Втората световна война.
Дженгиз Дагджи умира на 22 септември 2011 г. в Лондон. Първоначално е погребан в лондонското гробище в район Хакни на Лондон след церемония в джамията Сюлеймание. По-късно, според последната му воля, е препогребан в село Краснокаменка със съдействието на Меджлиса на кримско-татарския народ, въпреки протестите на леви и проруски активисти. На погребалната служба в Симферопол присъства голяма делегация от турски служители, включително външният министър на Турция Ахмет Давутоглу.

## Произведения
- Korkunç Yıllar (1956)
- Yurdunu Kaybeden Adam (1957)
- Onlar da İnsandı (1958)
- O Topraklar Bizimdi (1966)
- Dönüş (1968)
- Genç Temuçin (1969)
- Ölüm ve Korku Günleri (1970)
- Badem Dalına Asılı Bebekler (1972)
- Üşüyen Sokak (1972)
- Anneme Mektuplar (1988)
- Yoldaşlar (1992)
- Biz Beraber Geçtik Bu Yolu (1996)
- Bay Markus Burton`un Köpeği (1998)
- Bay John Marple`ın Son Yolculuğu (1998)
- Hatıraları: Yansılar (4 cilt, 1990 – 1993)
- Ben ve İçimdeki Ben (1994)
- Hatıralarda Cengiz Dağcı (1998)
- Oy Markus Oy (2000)
- Rüyalarda Ana ve Küçük Alimcan: Bir Kırım Öyküsü (2001)

### Мемоари
- Yansılar 1 (1988)
- Yansılar 2 (1990)
- Yansılar 3 (1991)
- Yansılar 4 (1993)
- Ben ve İçimdeki Ben (Yansılardan Kalan 5) (1994)
- Hatıralarda Cengiz Da¤cı (1998)
- Regina (2000)